# Lavatera arborea
Malva arborea, syn. Lavatera arborea — вид квіткових рослин родини мальвові (Malvales).

## Опис
Кущиста дерев'яниста однорічна або дворічна рослина із стеблами до 2–3 м. З зеленим листям у підвішеному стані, перепончатим; нижні до 20(22) см у діаметрі, округлі, волохаті. Квітів 2–7 в пахвових пучках. Квіти блідо-фіолетові або пурпурові. Пелюстки від 15 до 20 мм у довжину. Період цвітіння з квітня по червень.

## Поширення
Європа, Середземномор'я і Макаронезія. Населяє скелясті кручі й піски. Він росте від 0 до 600 м. Культивується як декоративна і дика іноді.

## Галерея

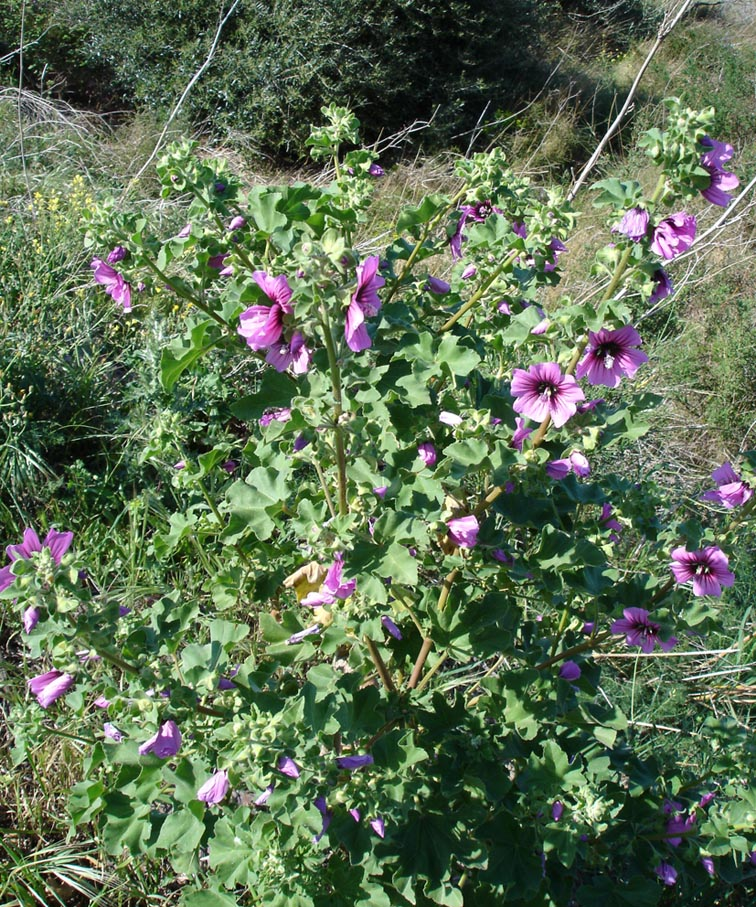
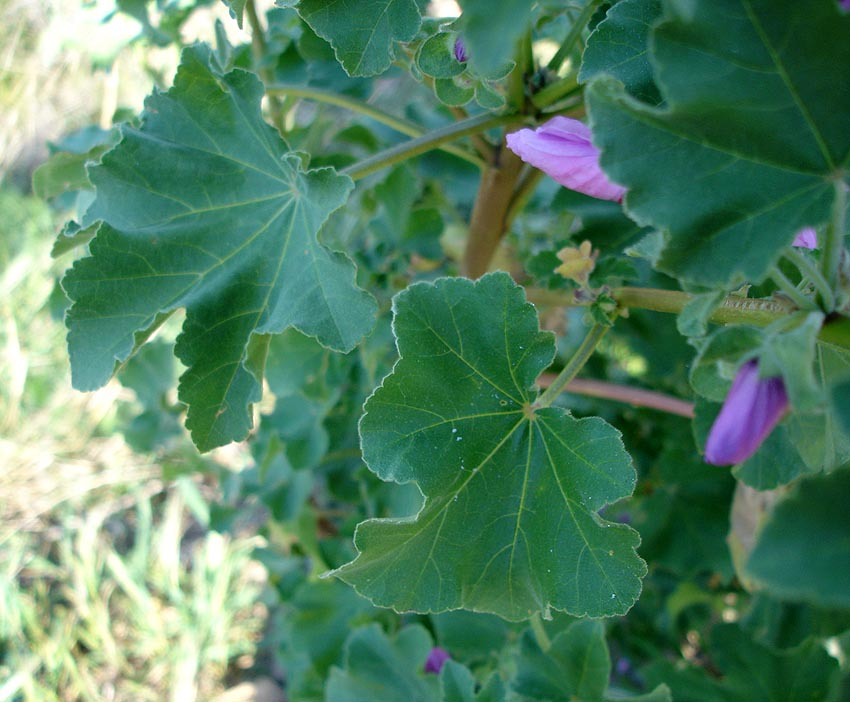
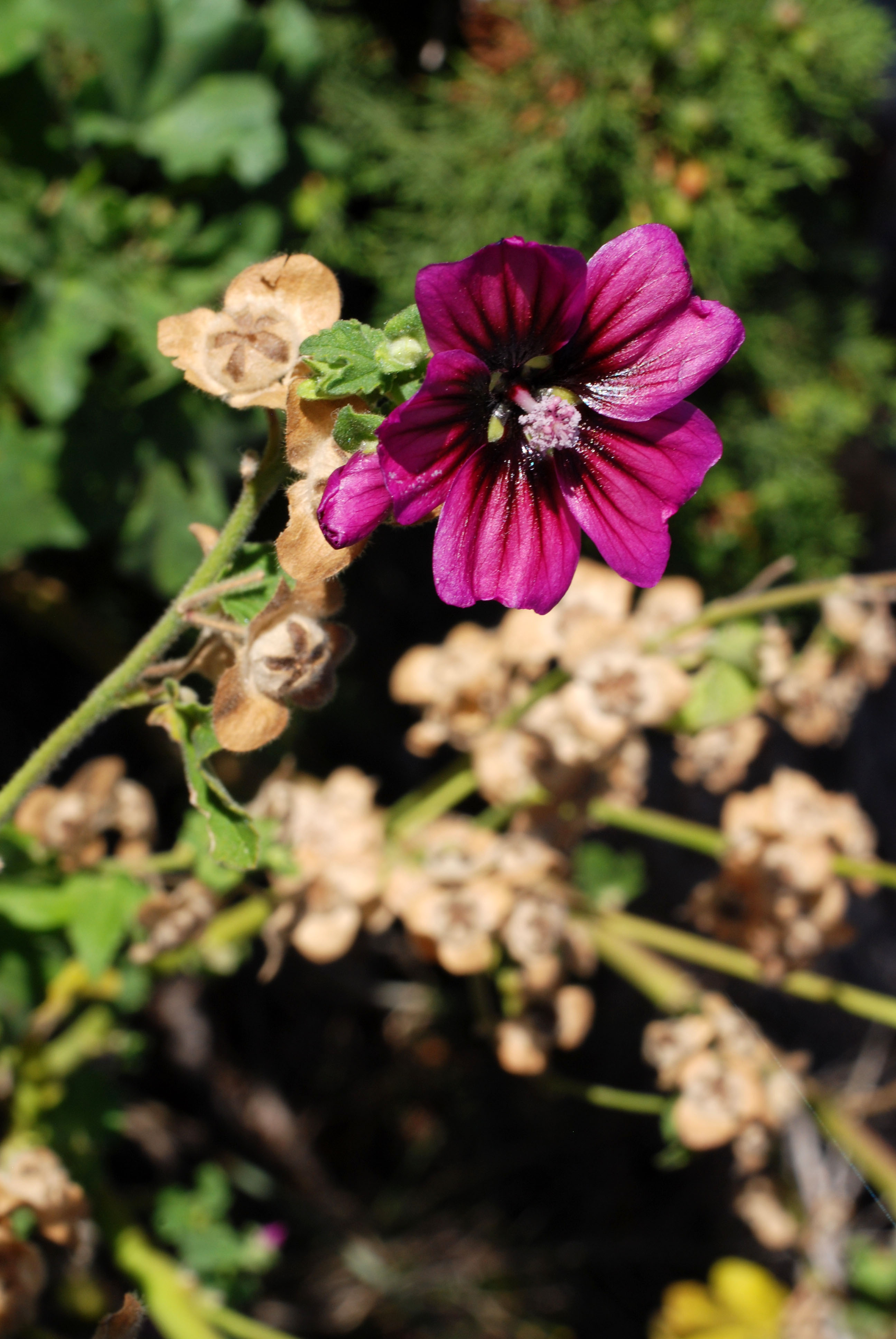

|  | Це незавершена стаття про мальвові. Ви можете допомогти проєкту, виправивши або дописавши її. |